# Droit des régimes matrimoniaux en France
En France, le droit des régimes matrimoniaux est une branche du droit regroupant les règles qui s'appliquent aux époux liés par le mariage pendant leur vie commune et au moment de la dissolution de leur union. La gestion des biens, les obligations pécuniaires des époux envers les tiers, leurs obligations familiales, la composition de leurs patrimoines (biens communs, propres ou indivis) pendant et après le mariage sont décrits dans leur régime matrimonial.
Il existe deux grandes catégories de régimes matrimoniaux : 
- les régimes communautaires, dans lesquels la plupart des biens appartiennent en commun aux époux ;
- les régimes séparatistes, dans lesquels l'un des époux, ou les deux, est ou a vocation à être, à la tête d'un patrimoine personnel et où chacun répond seul de ses dettes.

Le droit français laisse la liberté aux époux de choisir leur régime matrimonial en rédigeant un contrat de mariage au moment du mariage ou, éventuellement, pendant la vie commune. Cette liberté de choix est prévue par l'article 1387 du Code civil et permet aux intéressés d'organiser comme ils le désirent leurs relations patrimoniales, sous réserves de respecter un minimum de règles communes que l'on nomme le statut impératif de base. À défaut de contrat de mariage, la loi française prévoit que les époux seront soumis à l'un d'eux que l'on appelle le régime légal et qui est, depuis 1966, la communauté réduite aux acquêts.

## Statut impératif de base
Quel que soit le régime conventionnel ou légal, le législateur a prévu un certain nombre de règles (articles 212 à 226 du Code civil) qui s'appliquent impérativement à tous les époux. Certains auteurs désignent ce droit commun des régimes matrimoniaux sous le vocable de « régime matrimonial primaire », d'autres préfèrent le vocable de « statut de base impératif » ou encore « statut fondamental du ménage ».
Le statut fondamental présente deux caractéristiques essentielles :
- il est général : il comprend des dispositions qui s'imposent à tous les époux, quel que soit leur régime matrimonial et quelle que soit la date de leur mariage (article 226 du Code civil) ;

- il est d'ordre public: les règles qu'il contient s'appliquent à tous les couples mariés vivant en France, quel que soit leur régime matrimonial et quelle que soit leur nationalité.

### Dispositions relatives aux charges du ménage
Deux textes du Code civil, les articles 214 et 220, sont parfois confondus relativement aux charges du mariage : ils se distinguent en réalité par le fait que l'article 214 concerne les relations des époux entre eux quant à la contribution à la dette, alors que l'article 220 concerne les relations des époux avec les tiers s'agissant de l'obligation de la dette.

#### Relations des époux entre eux: contribution aux charges du mariage
L'article 214 du Code civil prévoit que les époux contribuent ensemble aux charges du mariage. 
- Le terme « charges du mariage » a une signification plus large que les dépenses ménagères prévues par l'article 220 du Code civil. Elle vise l'ensemble des dépenses entraînées par le train de vie du ménage, qui est fixé par les deux époux (article 213 du Code civil). Ainsi, sont considérées comme des charges du mariage les frais de voyage ou de vacances ainsi que les dépenses de pur agrément (acquisition d'une résidence secondaire) ;

- Par ailleurs, les tribunaux ont une vision extensive de la notion de charge du mariage puisqu'il a été jugé que la contribution des époux s'impose, même lorsque la dette n'émane ni de l'un, ni de l'autre, mais d'un enfant auteur d'un dommage dont un tiers est la victime ;

- Enfin, il est de jurisprudence constante d'admettre que la séparation de fait ne met pas fin à l'obligation de contribuer[1]. Cependant, les juges tiennent compte à cet égard de l'imputabilité de la séparation et réservent le bénéfice de la contribution à l'époux « innocent ».

Les futurs époux ont la possibilité de régler la contribution de chacun dans leur contrat de mariage. À défaut, les époux contribuent proportionnellement à leurs facultés respectives, c'est-à-dire en fonction de leurs revenus.
Cette exécution ne posera pas de problème dans le cas d'entente entre les époux. Mais des situations conflictuelles peuvent apparaître. Les époux peuvent faire appel au Juge qui va tenir compte des circonstances de vie (revenus, femme au foyer...) pour fixer le montant de cette contribution.
Lorsqu'un époux ne remplit pas son obligation, l'autre peut le contraindre à s'exécuter (article 214 al.2 du Code civil). De même, les règles relatives au paiement des pensions alimentaires (loi du 2 janvier 1973) et le recouvrement public des pensions alimentaires (loi du 11 juillet 1975) sont applicables. Elles ont pour objet de faciliter le recouvrement de la contribution.

#### Relations des époux avec les tiers: obligation solidaire aux dettes ménagères
Le principe posé par l'article 220 du Code civil est que les deux époux sont solidairement tenus au paiement des dettes.

##### Historique
Dans le code de 1804, le mari jouissait de la puissance maritale, c'est-à-dire qu'il avait seul le pouvoir de passer les contrats nécessaires à l'entretien du ménage et à l'éducation des enfants. Il engageait ainsi ses biens propres et les biens communs. Si la femme passait un tel contrat, c'était en vertu d'un mandat tacite du mari, elle n'était pas engagée par ses propres actes.
La loi du 18 février 1938 a aboli la puissance maritale. En 1942, la loi a donné à la femme le pouvoir de représenter son mari pour les besoins du ménage et de l'engager dans ces limites envers les tiers. Il s'agissait d'un mandat domestique, mais le mari pouvait retirer ce pouvoir à la femme.
Désormais, depuis la loi du 13 juillet 1965, chacun des époux peut s'engager en son nom personnel. La portée de cette réforme est de taille car il s'agit d'une dette concernant l'entretien du ménage ou l'éducation des enfants. Elle engage automatiquement l'autre époux solidairement.

##### Situation actuelle
Les époux sont tenus solidairement, c'est-à-dire que le créancier peut saisir les biens propres de chacun des époux et sous le régime communautaire, les biens communs. Si la solidarité est exclue, l'époux débiteur n'engage donc que la masse de biens dont il a la maîtrise selon le régime matrimonial.
En régime de communauté, l'époux qui a contracté la dette engage l'ensemble des biens communs et ses biens propres. Cependant, les gains et salaires du conjoint ne peuvent pas être saisis par les créanciers sauf si la dette a été contractée pour l'entretien du ménage ou l'éducation des enfants (article 1414 du Code civil).
En définitive, la règle de solidarité se manifeste sous deux rapports :
- le pouvoir de passer les actes relatifs à l'entretien du ménage et à l'éducation des enfants appartient à chaque époux, qui peut agir seul,
- ces actes entraînent la solidarité des deux époux à l'égard des tiers. Autrement dit, même l'époux qui n'a pas contracté est engagé par le contrat.

Pour que la solidarité ait lieu, encore faut-il que les actes en cause entrent dans le domaine de la solidarité telle qu'elle est conçue par l'article 220 du Code civil. 
- les dépenses donnant lieu à solidarité : Il s'agit essentiellement de l'éducation des enfants et l'entretien du ménage, car la notion de dette ménagère solidaire est entendue plus strictement que celle de charge du mariage.
  - « l'entretien du ménage » signifie toutes les dépenses courantes et périodiques : nourriture, vêtements, frais de maladie, matériels ménagers, loyers, vacances, loisirs...
  - « l'éducation des enfants » englobe toutes les dépenses engagées pour les enfants : crèche, frais de scolarité, cantine, etc.

- Les dettes excluant la solidarité : Trois cas sont prévus par l'article 220 du Code civil.
  - les dépenses manifestement excessives. Il faut tenir compte du « train de vie du ménage », de l'utilité ou de l'inutilité de la dépense, de la bonne ou mauvaise foi du tiers. L'engagement demeure parfaitement valable, le tiers perd seulement le bénéfice de la solidarité, c'est-à-dire qu'il ne pourra se payer que sur les biens communs et les propres de l'époux débiteur, mais pas sur les propres de l'époux étranger à la dette.
  - les achats à tempérament : ce sont les ventes où l'acheteur s'acquitte du prix par versements échelonnés. Le législateur exclut la solidarité, quel que soit le montant, lorsque les conjoints n'ont pas agi ensemble, car il s'agit de dépenses irrégulières qui grèvent lourdement le budget de la famille. Dans ce cas, il n'y a donc pas lieu de s'interroger sur le caractère excessif de la dépense, qui n'est jamais solidaire.
  - les emprunts : la solidarité est exclue sauf si les emprunts portent sur des sommes modestes et nécessaires aux besoins de la vie courante. Ces deux conditions sont cumulatives, mais si elles sont réunies la solidarité s'appliquera même si un seul époux s'est engagé.

## Différents régimes matrimoniaux
Il existe cinq types de régimes matrimoniaux. 

### Régimes communautaires

#### Communauté réduite aux acquêts
C'est le régime légal depuis le 1er février 1966, c'est-à-dire celui que les époux acquièrent d'office en se mariant s'ils n'ont pas fait de contrat de mariage.
Chaque époux conserve comme biens propres :
- les biens qu'il possédait avant son mariage ;
- les biens qu’il a reçus avant mariage, ou reçoit après mariage, par héritage, donation ou testament ;
- les biens dont le caractère personnel est marqué (vêtements, souvenirs de famille, bijoux…) ;
- les biens qui se rattachent à des biens propres.

Inversement, sont considérés comme biens communs :
- tous les biens créés ou acquis pendant le mariage (autrement dénommé acquêts) ;
- les revenus des époux ;
- les revenus des biens propres (biens appartenant à chacun des époux)
- les actions ou parts de sociétés acquises pendant le mariage.

Dans le cadre de ce régime, chaque époux peut gérer seul les biens communs, il peut par exemple acheter une maison avec l’argent commun, donner un appartement commun en location, vendre une voiture commune…. Toutefois, un époux ne peut pas faire une donation d’un bien commun sans l’accord de son conjoint, il en est de même en cas de vente des biens communs les plus importants tels que les immeubles.
À l’inverse, chaque époux gère seul et en toute indépendance ses biens propres, exception faite pour le domicile conjugal pour lequel le couple doit prendre toutes les décisions conjointement, dès lors que de telles décisions peuvent priver la famille de sa résidence principale.
S’agissant des dettes, un époux qui souscrit un emprunt ou se porte caution sans l'accord de son conjoint est responsable sur ses biens propres uniquement. Les biens communs et les biens propres de son conjoint sont ainsi protégés.

#### Communauté de meubles et acquêts
C'était le régime légal jusqu'au 1er février 1966. Il est très proche du régime de la communauté réduite aux acquêts en ce qui concerne la gestion la liquidation et le partage de la communauté. Il a pour particularité, d'augmenter la consistance de la communauté du point de vue de l'actif, mais également du passif.
- Actif commun (article 1498 du Code civil) : l'actif commun comprend, non seulement les acquêts faits par les époux, mais aussi tous les biens meubles qu'ils possédaient au jour de leur mariage ou qu'ils ont ensuite reçus par succession ou libéralité, à moins que le donateur n'ait précisé qu'ils resteraient propres. En revanche, échappent à la communauté, les meubles qui sont « propres par leur nature » en vertu de l'article 1404 du Code civil. Cependant devient commun comme s'il avait été acquis après le mariage, l'immeuble acheté entre la signature du contrat de mariage et la célébration de ce mariage. Le but est d'éviter toute fraude (article 1498 al.3) sauf convention contraire dans le contrat de mariage.

- Passif commun (article 1499 al 1 du Code civil) : le passif commun est proportionnel à la fraction d'actif que la communauté recueille, soit lors de sa constitution, soit à titre gratuit, en application de l'article 1498 du Code civil. Par exemple si l'actif mobilier est de 1/4 et l'actif immobilier de 3/4, le passif à la charge de la communauté sera de 1/4. Sont également comprises dans le passif commun, les dettes normalement communes sous le régime légal.

Les créanciers conservent malgré tout, leur droit initial sur les biens des époux qui constituaient leur gage avant le mariage et peuvent poursuivre le recouvrement de leurs dettes sur les meubles tombés en communauté, même au-delà de la part du passif pesant sur la communauté.

#### Communauté universelle
L'adoption d'une communauté universelle n'a d'effet que sur la composition de l'actif et du passif commun. Pour le reste, ce sont les règles du régime légal qui s'appliquent (article 1526 du Code civil)
- Actif commun : il comprend tous les biens présents ou futurs, meubles ou immeubles, acquis à titre gratuit ou onéreux par les époux, à l'exception des meubles propres par nature et sauf stipulation contraire (article 1526 al 1 du Code civil).

- Passif commun : les dettes présentes et futures composent le passif commun.

### Régimes séparatistes

#### Séparation de biens
Dans ce régime, les patrimoines des deux époux sont totalement distincts, mais ils peuvent, pour certains biens prévoir une clause de société d'acquêts.
Le principe de séparation s'applique tant aux patrimoines qu'à la gestion et implique des règles particulières de liquidation du régime. Ce régime ne comporte aucune masse commune aussi bien en ce qui concerne l'actif que le passif.
- Séparation de l'actif : Chacun des époux est propriétaire de tous les biens qu'il possédait au moment du mariage et de tous ceux qu'ils acquiert pendant le mariage. Ce sont des biens personnels à chaque époux. Si les époux acquièrent ensemble un même bien, ce dernier est indivis et non commun. La loi attribue le caractère indivis au droit au bail du local qui sert à l'habitation du ménage (article 1751 du Code civil). 
Un problème peut se poser quant à la preuve de la propriété d'un bien. Le législateur a posé une présomption à l'article 1583 al 3. Le bien est indivis dès lors que la preuve de la propriété privative n'est pas rapportée par l'un des époux. Preuve qui peut être faite par tous moyens (article 1538 al. 1 du Code civil).

- Séparation du passif : Les dettes liées au patrimoine de chacun des époux au moment du mariage ou dont il se charge pendant le mariage, sont personnelles à l'époux débiteur (article 1536 al 2 du Code civil). Toutefois, concernant les dettes relatives à l'entretien du ménage ou à l'éducation des enfants, les deux époux sont engagés solidairement (article 220 du Code civil).

- La gestion des biens : Chaque époux administre et jouit seul de ses biens (article 1536 du Code civil). Si l'un des époux s'immisce dans la gestion des biens de l'autre, il est responsable de toutes les suites de cette ingérence (article 1540 al 3 du Code civil).

#### Participation aux acquêts
Ce régime est la combinaison du régime de séparation de biens et du régime de communauté.
Pendant la durée du mariage, les époux agissent comme s'ils étaient mariés sous un régime de séparation de biens. Par contre, au moment de la dissolution, chacun a droit à la moitié en valeur des acquêts nets de l'autre, c'est-à-dire de la différence entre ce qu'il possède à la fin et ce qu'il possédait au début, les biens acquis par donation ou succession n'étant pas pris en compte.
Ce régime est intéressant pour les couples dont l'un des membres exerce une profession indépendante présentant des risques financiers. En effet, il assure à l'entrepreneur une autonomie de gestion en préservant le conjoint des poursuites des créanciers de l'entreprise. À la dissolution il associe les époux à leurs enrichissements mutuels.
- Actif : Chacun des époux est propriétaire de tous les biens qu'il possédait au moment du mariage et de tous ceux qu'il acquiert pendant le mariage à titre onéreux ou à titre gratuit. Si les époux acquièrent ensemble le même bien, ce dernier est indivis et non commun. La notion d'acquêts n'apparaît qu'à la dissolution du régime.

- Passif : Chacun des époux répond seul de ses dettes. Il n'y a pas de passif commun. Cependant, l'article 220 du Code civil relatif aux dettes nécessaires à l'entretien du ménage ou à l'éducation des enfants, trouve application et oblige les époux solidairement.

- La gestion des biens : Pendant le mariage, ce sont les règles de gestion du régime de séparation de biens qui sont applicables (article 1569 du Code civil). Il existe cependant quelques particularités :
  - un époux ne peut pas diminuer artificiellement son patrimoine final en donnant entre vifs, des biens qui auraient dû y figurer (il s'agit des biens acquis à titre onéreux pendant le mariage), ceci, sans l'accord de son conjoint (article 1573 du Code civil) sauf convention contraire dans le contrat de mariage,
  - un époux ne peut compromettre la créance de participation de son conjoint (article 1580 du Code civil). Ce dernier pourrait dans ce cas, demander la liquidation anticipée de la créance de participation pour éviter toute fraude de la part de son époux. Et il peut également, faire inscrire son hypothèque légale (article 2136 du Code civil).